# 真菌毒素

黃麴毒素B1

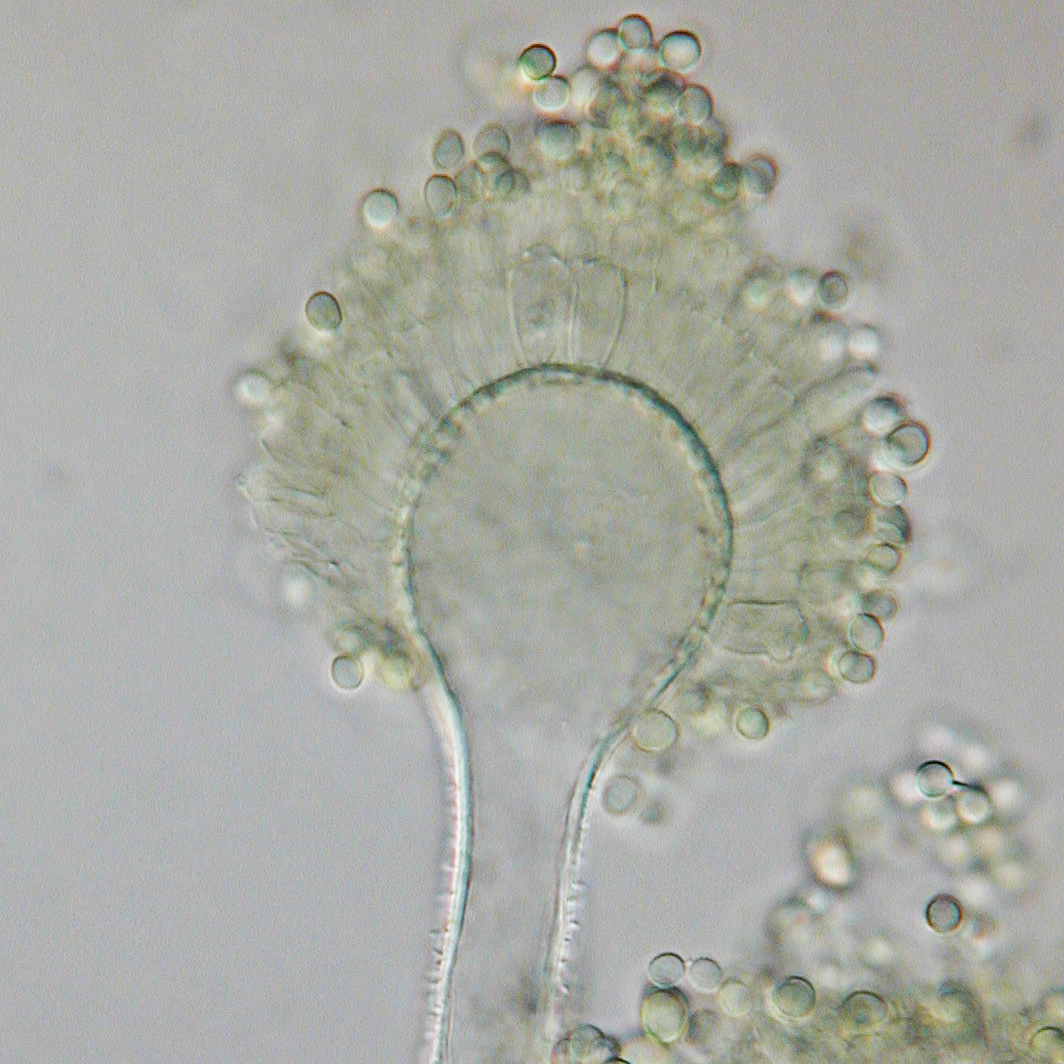
黃麴黴

真菌毒素（Mycotoxin）又稱黴菌毒素，泛指由真菌合成、對人類或其他動物有毒的次級代謝物，例如黃麴毒素、橘黴素、伏馬鐮孢毒素、赭麴毒素、展青黴素、嘔吐毒素、玉米赤霉烯酮與麥角菌素等。一種真菌可能分泌多種不同的真菌毒素，不同真菌也可能分泌同種真菌毒素。真菌毒素的討論範疇通常限於感染農作物的植物病原真菌（主要為黴菌）所分泌的毒素，而不包括有毒蕈類的毒素。由真菌產生、對細菌有害的物質則稱為抗生素，一般也不列入真菌毒素範疇。
真菌毒素一般非真菌生長所必需，可能抑制周圍的易感菌種生長，從而有利於產生毒素的真菌。真菌毒素的產生受許多內源與環境因子的影響，可造成急性或慢性中毒，症狀因攝取濃度、時間長度、飲食習慣與基因背景等諸多因素而異。

## 研究歷史
真菌毒素（mycotoxin）一詞於1962年出現，用於描述當時英國倫敦郊區約十萬隻火雞因飼料中的花生帶有黃麴毒素而中毒死亡的疫情。1960年至1975年間真菌毒素的相關研究蓬勃發展，約有300多種新的真菌毒素被發現。

## 主要種類
黃麴毒素為黃麴黴與寄生麴黴等麴黴屬真菌合成的毒素，包括B1、B2、G1與G2四種，其中毒性最高的黃麴毒素B1為致癌物質，污染花生與其他穀物後經食用可能導致肝癌。美國農業部指黃麴毒素可能是被研究、了解最多的真菌毒素。
橘黴素最早自桔青霉發現，現已知數種青黴屬與麴黴屬真菌皆可合成，其中有些真菌被用於製造起司、味噌與醬油等食物。此毒素可能是造成日本黃變米的毒素之一。橘黴素對許多動物有腎毒性，但對人類的毒性仍尚未完全了解。
赭麴毒素亦由青黴屬與麴黴屬真菌合成，麴菌感染水果後，可污染酒類、果汁等水果製品。赭麴毒素A有腎毒性，並可能為致癌物質。
麥角毒素泛指麥角菌屬真菌的菌核（即麥角）中的生物鹼，污染小麥後製成的麵包可導致人類與其他動物麥角中毒（聖安東尼之火）。有些麥角生物鹼現被用為藥物。

## 生物武器

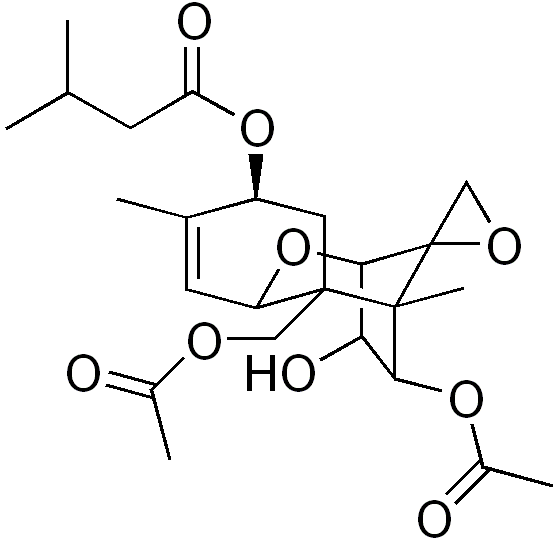
T-2毒素

真菌毒素有用作生物武器的潛力。有證據顯示1980年代伊拉克試圖將黃麴毒素用作生物武器，大量培養黃麴黴與寄生麴黴以生產上千公升的高濃度黃麴毒素。此毒素一般為導致慢性中毒，在戰場上不能直接殺傷敵人，但針對少數族裔使用時可能收強力的心理戰之效。
1981年的黃雨事件中，美國國務卿亞歷山大·海格指控蘇聯向越南、寮國與柬埔寨等東南亞的共產政權提供可造成急性中毒的T-2毒素（一種單端孢霉烯），經飛機與直升機向苗族蒙人的村落噴灑，形成「黃雨」。事後美國生物學家馬修·梅瑟生領導的團隊前往寮國調查，發現當地植株上的黃色液體實為蜜蜂的糞便，成分主要為花粉。